# From the Inside
"From The Inside" is het tiende nummer van Meteora, het tweede studioalbum van Linkin Park uit 2003. Het is als vierde single van het album uitgebracht.

## Achtergrondinformatie
Hoewel dit een single is, kwam het alleen in Australië en de Verenigde Staten uit, in het Verenigd Koninkrijk werd het alleen als download uitgebracht. Beiden in 2004. Een vroegere versie van het nummer is te horen op de dvd Frat Party at The Pankake Festival. "From the Inside" is meerdere malen als B-side gebruikt. Op deze single staat een uitvoering van Live in Texas en op de single "What I've Done" staat een optreden van Summer Sonic Festival in 2006.

## Video
De video, geregisseerd door Joe Hahn, vindt plaats tijdens een rel. In het midden daarvan zijn MC Mike Shinoda en zanger Chester Bennington te zien. De video gaat over een jongen, dat verlaten is door zijn ouders/verzorgers in de chaos. Het kind loopt rond tussen de rennende mensen in de rel. Op het hoogtepunt van het nummer, waar Bennington begint te schreeuwen, doet het kind dat ook waardoor iedereen tegen de grond gaat en de rellen stoppen. Achter de jongen is een vlag te zien met de "Hybrid Soldier" erop. De "Hybrid Soldier" is ook te zien op de cover van Linkin Parks debuutalbum Hybrid Theory. De video is geschoten in Praag, Tsjechië.

## Tracklist
1. "From the Inside"
2. "Runaway" (Live in Texas)
3. "From the Inside" (Live in Texas)